# Zuu
Zuu (stilizzato in maiuscolo) è il quarto album in studio del rapper statunitense Denzel Curry uscito con Loma Vista Recordings il 31 maggio 2019.
È stato supportato da due singoli: "Ricky" e "Speedboat".
Il primo singolo, "Ricky", è stato pubblicato l'11 maggio per lo streaming e il download digitale, insieme a un video musicale di accompagnamento. Il secondo singolo, "Speedboat", è stato pubblicato il 21 maggio per lo streaming e il download digitale.

## Tracce
1. Zuu – 2:06
2. Ricky – 2:27
3. Wish (feat. Kiddo Marv) – 3:12
4. Birdz – 3:24
5. Automatic (feat. Tay Keith) – 3:02
6. Speedboat – 3:42
7. Bushy B interlude – 1:05
8. Yoo – 1:04
9. Carolmart (feat. Ice Billion Berg) – 2:44
10. Shake 88 (feat. Sam Sneak) – 2:27
11. Blackland 66.6 – 0:49
12. P.A.T. – 3:00